# ساغسای
شهرستان ساغسای (به زبان مغولی: Сагсай сум، [Sagsaj sum]؛ ᠰᠠᠭᠰᠠᠢ ᠰᠤᠮᠤ، [saɣsai sumu])(به زبان قزاقی: Сақсай сұмыны، ساقساي سۇمىنى‎) یک شهرستان (سُوم) در مغولستان است که در استان بایان-اولگی واقع شده‌است. ساغسای ۳٬۱۳۹٫۹۹ کیلومتر مربع مساحت و ۵٬۵۶۳ نفر جمعیت دارد.

## تقسیمات اداری
شهرستان ساغسای متشکل از ۷ قصبه (باغ) می‌باشد، شامل:
- اوجیم
  - (مغولی: Уужим баг، [Uužim bag]؛ ᠠᠭᠤᠵᠢᠮ ᠪᠠᠭ، [aɣujim baɣ])
  - (قزاقی: Ұжым бағы، ۇجىم باعى‎)
- اومنوغول
  - (مغولی: Өмнө гол баг، [Ömnö gol bag]؛ ᠡᠮᠦᠨᠡ ᠭᠣᠣᠯ ᠪᠠᠭ، [emüne ɣoul baɣ])
  - (قزاقی: Өмні қол бағы، ٴومنى قۇل باعى‎)
- چاغان‌آسغات
  - (مغولی: Цагаан асгат баг، [Cagaan asgat bag]؛ ᠴᠠᠭᠠᠨ ᠠᠰᠭᠠᠲᠤ ᠪᠠᠭ، [čaɣan asɣatu baɣ])
  - (قزاقی: Шаған асқат бағы، شاعان اسقات باعى‎)
- خاغ (قاق)
  - (مغولی: Хаг баг، [Xag bag]؛ ᠬᠠᠭ ᠪᠠᠭ، [qaɣ baɣ])
  - (قزاقی: Қақ бағы، قاق باعى‎)
- دایان
  - (مغولی: Даян баг، [Dajan bag]؛ ᠳᠠᠶᠠᠨ ᠪᠠᠭ، [dayan baɣ])
  - (قزاقی: Даян бағы، دايان باعى‎)
- دونداُول
  - (مغولی: Дунд уул баг، [Dund uul bag]؛ ᠳᠤᠮᠳᠠ ᠠᠭᠤᠯᠠ ᠪᠠᠭ، [dumda aɣula baɣ])
  - (قزاقی: Дұнд ұл бағы، دۇند ۇل باعى‎)
- یامات 
  - (مغولی: Ямаат баг، [Jamaat bag]؛ ᠢᠮᠠᠭᠠᠲᠤ ᠪᠠᠭ، [imaɣatu baɣ])
  - (قزاقی: Ямат бағы، يامات باعى‎)